# Pejagan (Tanjung)
Pejagan is een bestuurslaag in het regentschap Brebes van de provincie Midden-Java, Indonesië. Pejagan telt 3628 inwoners (volkstelling 2010).